# Air America

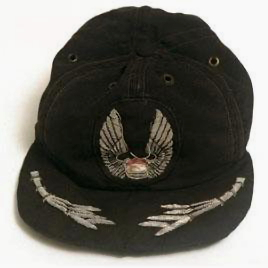
Czapka pilota linii Air America

Air America – amerykańskie linie lotnicze nieoficjalnie należące i zarządzane przez Centralną Agencję Wywiadowczą (CIA) od 1950 do 1976 roku. Zaopatrywała i wspierała tajne operacje CIA we wschodniej i południowo-wschodniej Azji.
Air America największą rolę odegrała podczas wojny domowej w Laosie oraz wojny wietnamskiej. W Laosie Air America dostarczała broń i zaopatrzenie dla górskich plemion Hmong, które walczyły z lewicową prokomunistyczną partyzantką Pathet Lao. Jednocześnie CIA była podejrzewana o kupowanie od Hmongów opium i transportowanie go za pomocą samolotów Air America. Linia lotnicza kierowała również misjami poszukiwawczo-ratowniczymi w Laosie.